# Into You
"Into You" is een nummer van de Amerikaanse zangeres Ariana Grande als de tweede single van haar derde studioalbum Dangerous Woman, dat in 2016 uitkwam. Het is geschreven door Grande, Max Martin, Savan Kotecha, Alexander Kronlund en Ilya Salamanzadeh.

## Videoclip
De bijhorende videoclip kwam uit op 24 mei 2016 op VEVO. In de videoclip is de deelnemer van America's Next Top Model, Don Benjamin, te zien. De regie lag in handen van Hannah Lux Davis.

## Hitnoteringen

### Nederlandse Top 40
| Positie: | 22 | 14 | 13 | 16 | 17 | 18 | 17 | 20 | 27 | 32 | 40 | uit |

### NederlandseSingle Top 100
| Hitnotering: 28-05-2016 t/m 29-10-2016 | Hitnotering: 28-05-2016 t/m 29-10-2016 | Hitnotering: 28-05-2016 t/m 29-10-2016 | Hitnotering: 28-05-2016 t/m 29-10-2016 | Hitnotering: 28-05-2016 t/m 29-10-2016 | Hitnotering: 28-05-2016 t/m 29-10-2016 | Hitnotering: 28-05-2016 t/m 29-10-2016 | Hitnotering: 28-05-2016 t/m 29-10-2016 | Hitnotering: 28-05-2016 t/m 29-10-2016 | Hitnotering: 28-05-2016 t/m 29-10-2016 | Hitnotering: 28-05-2016 t/m 29-10-2016 | Hitnotering: 28-05-2016 t/m 29-10-2016 | Hitnotering: 28-05-2016 t/m 29-10-2016 |
| Week:                                  | 1                                      | 2                                      | 3                                      | 4                                      | 5                                      | 6                                      | 7                                      | 8                                      | 9                                      | 10                                     | 11                                     | 12                                     |
| -------------------------------------- | -------------------------------------- | -------------------------------------- | -------------------------------------- | -------------------------------------- | -------------------------------------- | -------------------------------------- | -------------------------------------- | -------------------------------------- | -------------------------------------- | -------------------------------------- | -------------------------------------- | -------------------------------------- |
| Positie:                               | 61                                     | 39                                     | 30                                     | 24                                     | 21                                     | 22                                     | 22                                     | 22                                     | 23                                     | 29                                     | 31                                     | 34                                     |
| Week:                                  | 13                                     | 14                                     | 15                                     | 16                                     | 17                                     | 18                                     | 19                                     | 20                                     | 21                                     | 22                                     | 23                                     |                                        |
| Positie:                               | 40                                     | 38                                     | 43                                     | 42                                     | 49                                     | 57                                     | 61                                     | 64                                     | 76                                     | 84                                     | 81                                     | uit                                    |

### NederlandseMega Top 50
| Hitnotering: 04-06-2016 t/m 27-08-2016 | Hitnotering: 04-06-2016 t/m 27-08-2016 | Hitnotering: 04-06-2016 t/m 27-08-2016 | Hitnotering: 04-06-2016 t/m 27-08-2016 | Hitnotering: 04-06-2016 t/m 27-08-2016 | Hitnotering: 04-06-2016 t/m 27-08-2016 | Hitnotering: 04-06-2016 t/m 27-08-2016 | Hitnotering: 04-06-2016 t/m 27-08-2016 | Hitnotering: 04-06-2016 t/m 27-08-2016 | Hitnotering: 04-06-2016 t/m 27-08-2016 | Hitnotering: 04-06-2016 t/m 27-08-2016 | Hitnotering: 04-06-2016 t/m 27-08-2016 | Hitnotering: 04-06-2016 t/m 27-08-2016 | Hitnotering: 04-06-2016 t/m 27-08-2016 | Hitnotering: 04-06-2016 t/m 27-08-2016 |
| Week:                                  | 1                                      | 2                                      | 3                                      | 4                                      | 5                                      | 6                                      | 7                                      | 8                                      | 9                                      | 10                                     | 11                                     | 12                                     | 13                                     |                                        |
| -------------------------------------- | -------------------------------------- | -------------------------------------- | -------------------------------------- | -------------------------------------- | -------------------------------------- | -------------------------------------- | -------------------------------------- | -------------------------------------- | -------------------------------------- | -------------------------------------- | -------------------------------------- | -------------------------------------- | -------------------------------------- | -------------------------------------- |
| Positie:                               | 27                                     | 12                                     | 16                                     | 15                                     | 18                                     | 18                                     | 17                                     | 16                                     | 20                                     | 20                                     | 25                                     | 34                                     | 41                                     | uit                                    |

### VlaamseUltratop 50
| Hitnotering: 18-06-2016 t/m 10-09-2016 | Hitnotering: 18-06-2016 t/m 10-09-2016 | Hitnotering: 18-06-2016 t/m 10-09-2016 | Hitnotering: 18-06-2016 t/m 10-09-2016 | Hitnotering: 18-06-2016 t/m 10-09-2016 | Hitnotering: 18-06-2016 t/m 10-09-2016 | Hitnotering: 18-06-2016 t/m 10-09-2016 | Hitnotering: 18-06-2016 t/m 10-09-2016 | Hitnotering: 18-06-2016 t/m 10-09-2016 | Hitnotering: 18-06-2016 t/m 10-09-2016 | Hitnotering: 18-06-2016 t/m 10-09-2016 | Hitnotering: 18-06-2016 t/m 10-09-2016 | Hitnotering: 18-06-2016 t/m 10-09-2016 | Hitnotering: 18-06-2016 t/m 10-09-2016 | Hitnotering: 18-06-2016 t/m 10-09-2016 |
| Week:                                  | 1                                      | 2                                      | 3                                      | 4                                      | 5                                      | 6                                      | 7                                      | 8                                      | 9                                      | 10                                     | 11                                     | 12                                     | 13                                     |                                        |
| -------------------------------------- | -------------------------------------- | -------------------------------------- | -------------------------------------- | -------------------------------------- | -------------------------------------- | -------------------------------------- | -------------------------------------- | -------------------------------------- | -------------------------------------- | -------------------------------------- | -------------------------------------- | -------------------------------------- | -------------------------------------- | -------------------------------------- |
| Positie:                               | 45                                     | 35                                     | 29                                     | 29                                     | 29                                     | 32                                     | 36                                     | 35                                     | 40                                     | 41                                     | 46                                     | 41                                     | 45                                     | uit                                    |